# Torrendiella eucalypti
Torrendiella eucalypti är en svampart som först beskrevs av Miles Joseph Berkeley, och fick sitt nu gällande namn av Spooner 1987. Torrendiella eucalypti ingår i släktet Torrendiella och familjen Sclerotiniaceae.   Inga underarter finns listade i Catalogue of Life.